# Diogo Gomes de Meneses
 Diogo Gomes de Meneses  (Ilha Terceira, 21 de Novembro de 1855 - m.?), foi um jurista português.
Foi Bacharel em Direito (1882), exerceu funções de Delegado do Procurador da Coroa de Portugal e da Fazenda no antigo Ultramar português. Foi também Juiz Efectivo de Primeira Instância do Ultramar.